# Austroagallia
Austroagallia es un género de insectos hemípteros auquenorrincos de la familia Cicadellidae. Incluye las siguientes especies.

## Especies
- Austroagallia avicula (Ribaut, 1935)
- Austroagallia hilaris (Horváth, 1909)
- Austroagallia macchiae (Lindberg, 1954)
- Austroagallia sinuata (Mulsant & Rey, 1855)